# Pere Estupinyà
Pere Estupinyà Giné (Tortosa, 17 d'octubre de 1974) és un bioquímic català conegut per la seva labor de comunicador científic a través de llibres de divulgació, conferències i programes televisius.

## Biografia
Nascut a Tortosa, va estudiar en la Universitat Rovira i Virgili, on es va especialitzar en bioquímica; té així mateix un màster en nutrició i metabolisme i un doctorat incomplet en genètica que va abandonar per dedicar-se a la divulgació científica.
Ha treballat al'Institut Tecnològic de Massachusetts (MIT), als Instituts Nacionals de Salut (NIH) dels Estats Units i el Banc Interamericà de Desenvolupament (BID).
Va escriure el seu primer llibre —El ladrón de cerebros. Compartiendo el conocimiento científico de las mentes más brillantes— en 2010, i des de llavors ha publicat diversos altres de divulgació. Va debutar en la televisió en 2014 presentant un documental per TV3 titulat Inversió de Futur, i posteriorment va portar a la televisió tant el seu primer llibre com a S=EX2. La ciència del sexo, que havia llançat en 2013. En 2015 va produir i va presentar 13 capítols de la sèrie El ladrón de cerebros en Ecuador, i a l'any següent va desenvolupar, juntament amb la productora Minifilms,El ladrón de cerebros, per a TVE, que va dirigir i va presentar. Desde setembre de 2016 participa en el programa radiofònic A vivir que son dos días de la Cadena SER.

## Llibres
- El ladrón de cerebros. Compartiendo el conocimiento científico de las mentes más brillantes (Debate, 2010)
- Rascar donde no pica (Debate, 2012)
- El sexo en la consulta médica (Debate, 2013)
- S=EX2. La ciencia del sexo (Debate, 2013)
- S=EX2. La ciència del sexe (Rosa dels vents 2013)
- El ladrón de cerebros. Comer cerezas con los ojos cerrados (Debate, 2016)
- El lladre de cervells. Menjar cireres amb els ulls tancats (Ara Llibres SCCL, 2016)
- A vivir la ciencia. Las pasiones que despierta el conocimiento (Debate, 2020)